# ملفين جونسون (لاعب كرة قدم أمريكية)
ملفين جونسون (بالإنجليزية: Melvin Johnson)‏ هو لاعب كرة قدم أمريكية أمريكي، ولد في 15 أبريل 1972 في سينسيناتي في الولايات المتحدة.

## وصلات خارجية
- ملفين جونسون على موقع مرجع كرة القدم المحترفة.كوم (الإنجليزية)